# Крапивенский-2
Крапивенский-2 — деревня в Рославльском районе Смоленской области России. Входит в состав Рославлького сельского поселения. Население — 190 жителей (2007 год). 
Расположена в южной части области в 14 км к северо-западу от Рославля, в 0,1 км западнее автодороги А141 Орёл — Витебск, на берегу реки Крапивня. 

## История
В годы Великой Отечественной войны деревня была оккупирована гитлеровскими войсками в августе 1941 года, освобождена в сентябре 1943 года

## Транспорт
В 0,1 км восточнее деревни расположен железнодорожный остановочный пункт «Крапивинская» на линии Рославль — Колодня, открытый в 1868 году.